# Dispersió de Rutherford

Dalt: Efecte esperat al model atòmic de Thomson
Sota: Resultats de Rutherford

En mecànica clàssica la dispersió de Rutherford, també anomenada dispersió de Couloumb, descriu la dispersió de partícules elèctricament carregades en apropar-se a un centre de dispersió que també ha d'estar carregat elèctricament (experiment de Rutherford). La trajectòria resultant de les partícules disperses és una hipèrbola. A partir de la distribució espacial de les partícules disperses, es pot concloure de quina forma està estructurat el centre de dispersió. Amb ajuda d'aquesta teoria Hans Geiger, Ernest Marsden i Ernest Rutherford van arribar a la conclusió de que la càrrega positiva i la major part de la massa de l'àtom, havien d'estar concentrades en un petit espai al centre de l'àtom, al contrari del model de JJ Thomson, en què la càrrega positiva de l'àtom es distribueix de manera homogènia en una esfera (model atòmic de Thomson). En considerar els resultats, Rutherford va dir: "Això és tan poc probable com si es disparés amb una arma a un coixí de cotó, i que la bala rebotés."

## Fórmula de Rutherford

Angles de dispersió en l'experiment de Rutherford

Amb aquesta fórmula de dispersió de Rutherford es calcula la secció eficaç diferencial, la qual dona la porció de partícules que arriben a {\displaystyle \mathrm {d} \Omega }.
{\displaystyle {\frac {\mathrm {d} \sigma }{\mathrm {d} \Omega }}=\left({\frac {1}{4\pi \varepsilon _{0}}}{\frac {Z_{1}Z_{2}e^{2}}{4E_{0}}}\right)^{2}{\frac {1}{\sin ^{4}\left({\frac {\theta }{2}}\right)}}}
on es descriu la probabilitat que les partícules disperses incideixin en un angle espacial {\displaystyle \mathrm {d} \Omega =2\pi \theta \,\mathrm {d} \theta } després de ser desviades a un angle {\displaystyle \theta }.
A la fórmula s'utilitzen les següents constants:
| Permitivitat del buit                    | {\displaystyle \varepsilon _{0}=8{,}854\cdot 10^{-12}{\frac {\mathrm {C} }{\mathrm {Vm} }}} |
| Càrrega de la partícula dispersa         | {\displaystyle Z_{1}e}                                                                      |
| Càrrega del nucli de l'àtom              | {\displaystyle Z_{2}e}                                                                      |
| Càrrega elèctrica elemental              | {\displaystyle e=1{,}602\cdot 10^{-19}\mathrm {C} }                                         |
| Energia inicial de la partícula dispersa | {\displaystyle E_{0}}                                                                       |